# Mercer Island
Mercer Island az Amerikai Egyesült Államok északnyugati részén, Washington állam King megyéjében, a Mercer-szigeten elhelyezkedő város. A 2010. évi népszámlálási adatok alapján 22 699 lakosa van.

## Történet
A sziget nyugati részén a snoqualmie indiánok két falva feküdt. Az első telepesek az 1800-as években letelepedő Mercer-fivérek (Thomas Mercer és Asa Mercer) voltak. Az első nagyobb település East Seattle volt. 1889-ben C. C. Calkins megnyitotta a Calkins Hotelt, ahol Benjamin Harrison, az USA 23. elnöke is megszállt. Az üdülő 1908. július 2-án leégett.
A szigetet 1923-ban kötötték össze Belluevue-val. Mercer Island 1960. július 5-én kapott városi rangot.

## Éghajlat
A város éghajlata mediterrán (a Köppen-skála szerint Csb).
| Hónap                         | Jan.  | Feb.  | Már. | Ápr. | Máj. | Jún. | Júl. | Aug. | Szep. | Okt. | Nov.  | Dec.  | Év    |
| ----------------------------- | ----- | ----- | ---- | ---- | ---- | ---- | ---- | ---- | ----- | ---- | ----- | ----- | ----- |
| Rekord max. hőmérséklet (°C)  | 18,9  | 22,8  | 23,9 | 31,1 | 32,8 | 37,2 | 37,8 | 36,1 | 32,8  | 27,8 | 22,8  | 18,3  | 37,8  |
| Átlagos max. hőmérséklet (°C) | 8,3   | 10,6  | 12,8 | 15,0 | 18,3 | 21,1 | 23,9 | 23,9 | 21,1  | 15,6 | 11,1  | 8,3   | 15,9  |
| Átlagos min. hőmérséklet (°C) | 2,2   | 2,8   | 3,9  | 6,1  | 8,9  | 11,7 | 13,3 | 13,9 | 11,7  | 7,8  | 4,4   | 2,2   | 7,4   |
| Rekord min. hőmérséklet (°C)  | −16,1 | −17,2 | −7,2 | −1,1 | −3,9 | 3,9  | 7,2  | 7,8  | 2,2   | −2,2 | −10,6 | −12,8 | −17,2 |
| Átl. csapadékmennyiség (mm)   | 133   | 107   | 100  | 70   | 52   | 39   | 24   | 29   | 41    | 82   | 144   | 154   | 975   |
| Forrás: The Weather Channel   |       |       |      |      |      |      |      |      |       |      |       |       |       |

## Népesség
A 2010-es népszámláláskor a városnak 22 699 lakója, 9109 háztartása és 6532 családja volt. A népsűrűség 1373,2 fő/km2. A lakóegységek száma 9930, sűrűségük 600,7 db/km2. A lakosok 77,9%-a fehér, 1,3%-a afroamerikai, 0,2%-a indián, 15,9%-a ázsiai, 0,1%-a a Csendes-óceáni szigetekről származik, 0,7%-a egyéb, 3,9%-a pedig kettő vagy több etnikumú. A spanyol vagy latino származásúak aránya 2,8% (1,3% mexikói, 0,1% Puerto Ricó-i, 0,1% kubai, 1,3% egyéb spanyol vagy latino származású.)
A háztartások 33,5%-ában élt 18 évnél fiatalabb. 62,3% házas, 6,5% egyedülálló nő, 2,9% egyedülálló férfi, 28,3% pedig nem család. 24,1% egyedül élt; 11,8%-uk 65 éves vagy idősebb. Egy háztartásban átlagosan 2,48 személy élt; a családok átlagmérete 2,97 fő.
A medián életkor 46 év volt. A város lakóinak 24,6%-a 18 évesnél fiatalabb, 4,8% 18 és 24 év közötti, 19%-uk 25 és 44 év közötti, 32%-uk 45 és 64 év közötti, 19,5%-uk pedig 65 éves vagy idősebb. A lakosok 48,7%-a férfi, 51,3%-a pedig nő.

## Parkok
A 310 ezer négyzetméter területű Luther Burbank Park 1,21 km2 vízparttal rendelkezik. A parkban csónakkikötő, horgászstég, strand, amfiteátrum, teniszpályák, grillezésre és piknikezésre alkalmas helyek, valamint egy kutyafuttató is található. A terület 1969-től 2003-ig King megye tulajdonában volt.
Az I-90 alagútjának bejárata felett elhelyezkedő Aubrey Davis Parkban sportpályák és szoborpark található. Elhelyezkedése miatt a park beceneve „The Lid” („A fedő”).
A fél négyzetkilométer területű Pioneer Parkban túraútvonalak futnak. A Deane’s Children’s Parkban (más néven Dragon Park) játszótér és egy betonsárkány található.
A sziget déli oldalán fekvő Clarke Beachről indul az újév napján megrendezett úszás.
Mercer Island további, kisebb parkokat is üzemeltet. 2010-ben a Rotary Parkban kutat ástak, mellyel vészhelyzet (főleg földrengések) esetén biztosítható a város vízellátása.

## Oktatás
A közoktatási intézmények fenntartója a Mercer Island-i Tankerület, emellett a városban három magániskola (St. Monica Catholic School, French American School of Puget Sound és Northwest Yeshiva High School) is működik.

## Közlekedés
A város közúton az Interstate 90-en közelíthető meg, amely több függőhídon is áthalad.
A közösségi közlekedést a King County Metro és a Sound Transit biztosítja. A sziget északi részén 447 férőhelyes P+R parkoló található, amelyet 2008-ban kétszintes parkolóházzal bővítettek.

## Média
A város hetilapja az 1954-ben alapított Mercer Island Reporter.

## Nevezetes személyek
- Alan Mulally, a Ford egykori vezérigazgatója[31]
- Ann Dunham, antropológus, Barack Obama édesanyja[32]
- Bill Russell, kosárlabdázó[33]
- Frank Shrontz, a Boeing egykori vezérigazgatója[33]
- George Lightfoot, üzlettulajdonos, a Washington-tavi függőhíd támogatója[34]
- Howard Lincoln, a Nintendo of America egykori elnöke[33]
- Joel McHale, humorista[35]
- Jordan Morris, labdarúgó[36]
- Mary Wayte, olimpikon úszó, a városi uszoda névadója[37]
- Michael Medved, rádiós műsorvezető[38]
- Paul Allen, a Microsoft társalapítója[39]
- Quin Snyder, kosárlabdaedző[40]
- Rashard Lewis, kosárlabdázó[41]
- Steve Miller, a Steve Miller Band frontembere[42]

## Testvérváros
- Thonon-les-Bains, Franciaország[43]

## Fordítás
- Ez a szócikk részben vagy egészben  a   Mercer Island, Washington című angol Wikipédia-szócikk ezen változatának fordításán alapul.  Az eredeti cikk szerkesztőit annak laptörténete sorolja fel. Ez a jelzés csupán a megfogalmazás eredetét és a szerzői jogokat jelzi, nem szolgál a cikkben szereplő információk forrásmegjelöléseként.